# Chiesa di San Luca (Brescia)
La chiesa di San Luca è una chiesa di Brescia, situata lungo via San Martino della Battaglia, poco più a sud dell'incrocio con corso Zanardelli. Fondata nel Duecento, ha subito i primi rifacimenti nel Quattrocento e uno più radicale nel Settecento. Nell'Ottocento gli interni sono anche stati invertiti per l'apertura del nuovo ingresso su via San Martino della Battaglia. Contiene discrete opere d'arte pittorica e scultorea. Nella chiesa sono sepolti il Beato Giuseppe Tovini e il pedagogista Vittorino Chizzolini, per il quale è in corso il processo di canonizzazione.

## Storia
Il nucleo della chiesa viene costruito nella seconda metà del Duecento dagli Umiliati di Quinzano d'Oglio e, con la chiesa, viene insediato un nuovo monastero di vasta estensione, compreso fra gli attuali corso Zanardelli, via Cavallotti e via Moretto. Nel 1427 le autorità comunali edificano in quest'area una struttura ospedaliera che ricalcasse il modello dell'Ospedale Maggiore di Siena e la chiesa di San Luca viene inglobata nel nuovo edificio, dalla quale prende il nome in Ospedale di San Luca. L'amministrazione dell'ospedale provvede a restaurare la chiesa, ormai di pertinenza della struttura, nel 1492. Dal 1721 l'edificio viene radicalmente ricostruito su disegno dell'architetto Domenico Carboni, che conferisce alla chiesa una nuova pianta centrale. I lavori terminano nel 1753. Durante i lavori viene anche recuperato un affresco quattrocentesco raffigurante la Vergine con il Bambino, solennemente collocato sul primo altare della chiesa rinnovata.
All'inizio dell'Ottocento, nell'ambito di alcune operazioni urbanistiche volte a rinnovare e risanare la città, viene aperto l'ultimo tratto dell'attuale via San Martino della Battaglia, creando il grande asse con via Mazzini che attraversa ancora oggi tutto il centro storico in direzione nord-sud: l'abside della chiesa viene tagliata e l'ingresso principale trasferito sulla nuova via aperta, invertendo gli interni della chiesa. Intorno alla metà del secolo l'edificio finirà anche per essere chiuso al culto e ceduto dapprima alla Società filarmonica cittadina, poi al vescovo di Brescia monsignor Girolamo Verzeri, che nel 1866 ne dispone l'utilizzo come ricovero per i feriti di guerra.
La chiesa viene poi affidata ai Gesuiti della chiesa di Sant'Alessandro, i quali la danno in gestione ai Carmelitani Scalzi del convento di San Pietro in Oliveto, che tuttora ne hanno la cura per conto della parrocchia di Sant'Alessandro. Nel 1900, in occasione del Giubileo, la facciata viene restaurata, donandole i caratteri attuali. Con decreto del 17 dicembre 1998 l'allora vescovo di Brescia monsignor Bruno Foresti eleva la chiesa di San Luca a santuario dedicato al culto del Beato Giuseppe Tovini, le cui spoglie erano state traslate qui dal Cimitero Vantiniano nel 1922. La chiesa accoglie anche i resti mortali del pedagogista bresciano Vittorino Chizzolini, per il quale è in corso il processo diocesano di canonizzazione.

## Struttura
All'esterno, la chiesa appare molto semplice: La facciata, incassata fra gli ultimi palazzi di via San Martino della Battaglia prima dell'incrocio con corso Zanardelli, è rettangolare, molto stretta e di forte sviluppo verticale. Il perimetro è delimitato da una spessa fascia aggettante, priva di modanature, che corre lungo i lati e a livello della trabeazione. Corona il prospetto un frontone triangolare entro il quale campeggia l'iscrizione JHS. Il portale d'ingresso, abbellito da una semplice cornice modanata, è sovrastato da una formella rettangolare in pietra di Botticino raffigurante la Vergine Immacolata, opera del 1934 dello scultore bresciano Angelo Righetti, sormontata a sua volta da un grande finestrone a lunetta.
L'interno della chiesa è preceduto da un vestibolo rettangolare con scalinata, residuo del taglio dell'antica abside e ricavato per collegare il livello interno, più alto, a quello della strada, più basso. Sulle pareti sono murate due lapidi marmoree: la prima allude alla fondazione della chiesa, ricordando l'intervento dei Padri Gesuiti nel restauro novecentesco della facciata, mentre la seconda fa riferimento invece ai Padri Carmelitani che, raccogliendo l'eredità dei Gesuiti, hanno proseguito i lavori di abbellimento per onorare la memoria di Giuseppe Tovini e di Papa Paolo VI, che da giovane sostava qui in preghiera. All'interno, l'ampia aula circolare si dilata in corrispondenza dell'altare maggiore e degli altari laterali per assumere una pianta a croce. L'altare maggiore, fra l'altro, sorge oggi in corrispondenza dell'antico ingresso. Le pareti sono decorate da una serie di lesene di ordine corinzio che reggono una trabeazione, sulla quale si imposta la cupola di copertura e le volte a botte che coprono i bracci. Lo stile generale è un barocco molto modesto, già tendente al neoclassicismo.

## Opere

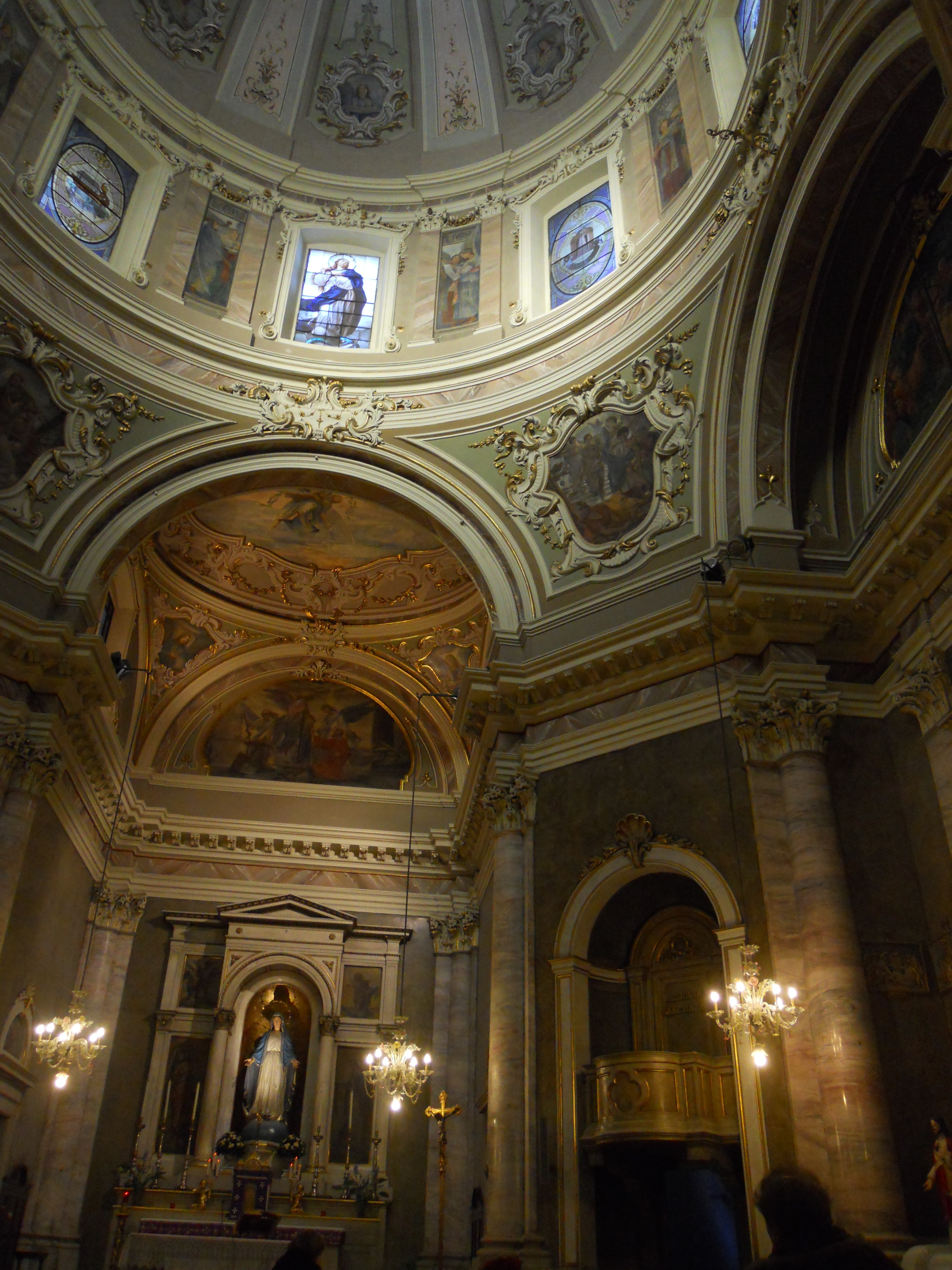
L'interno della chiesa. Sul fondo si vede l'altare maggiore

Nei punti di raccordo fra i quattro bracci della pianta centrale, quattro nicchie circolari ospitano due confessionali verso il vestibolo e due pulpiti verso il presbiterio. Sopra le nicchie, nei pennacchi della cupola, campeggiano quattro importanti affreschi dell'artista francese Luigi Vernansaal raffiguranti, partendo dall'affresco a destra del vestibolo e procedendo in senso antiorario, l'Offerta di Abimelech, il Sogno di Giacobbe, il Sacrificio di Isacco e la Visita degli angeli ad Abramo. La cupola è ornata da figure angeliche di Giuseppe Ronchi, mentre nelle vetrate sono presenti richiami al tema mariano.
L'altare di destra, dedicato al Beato Tovini, ospita un crocifisso ligneo del Cinquecento collocato davanti a un dipinto murario raffigurante un paesaggio crepuscolare e due devoti ai piedi della croce. Davanti all'altare si trova invece la tomba di Giuseppe Tovini, un sarcofago opera dello scultore Floriano Bodini.
All'altare maggiore è presente un'ancona marmorea che accoglie nella nicchia centrale una statua ottocentesca della Madonna e, nei comparti laterali, l'Angelo annunciante e la Vergine Annunciata. Il presbiterio è coperto da un'ulteriore, piccola cupola, decorata da figure angeliche dipinte nuovamente da Giuseppe Ronchi, mentre nella lunetta è posto un affresco di Luigi Campini con San Luca che ritrae la Madonna.
L'altare di sinistra è dedicato a sant'Antonio di Padova ed è impreziosito da un dipinto di Giuseppe Ronchi raffigurante l'Apparizione di Gesù Bambino a sant'Antonio. Nelle grandi lunette sovrastanti gli altari sono riprodotti alcuni Episodi della vita dei santi Francesco, Luca e Antonio di Padova. Immediatamente a sinistra dell'ingresso dal vestibolo si trova infine la tomba di Vittorino Chizzolini, che è stato sepolto nel sarcofago interrato un tempo occupato da Giuseppe Tovini.

### Opere già nella chiesa
- Moretto, Cena in Emmaus, 1526 circa, oggi alla Pinacoteca Tosio Martinengo.

## Organo a canne
Nella cantoria in controfacciata, sotto la finestra a lunetta, vi è l'organo a canne meccanico Tonoli, del XIX secolo a tastiera unica e di 54 tasti (con prima ottava scavezza) e pedaliera a leggio di 18 note.

## Galleria d'immagini

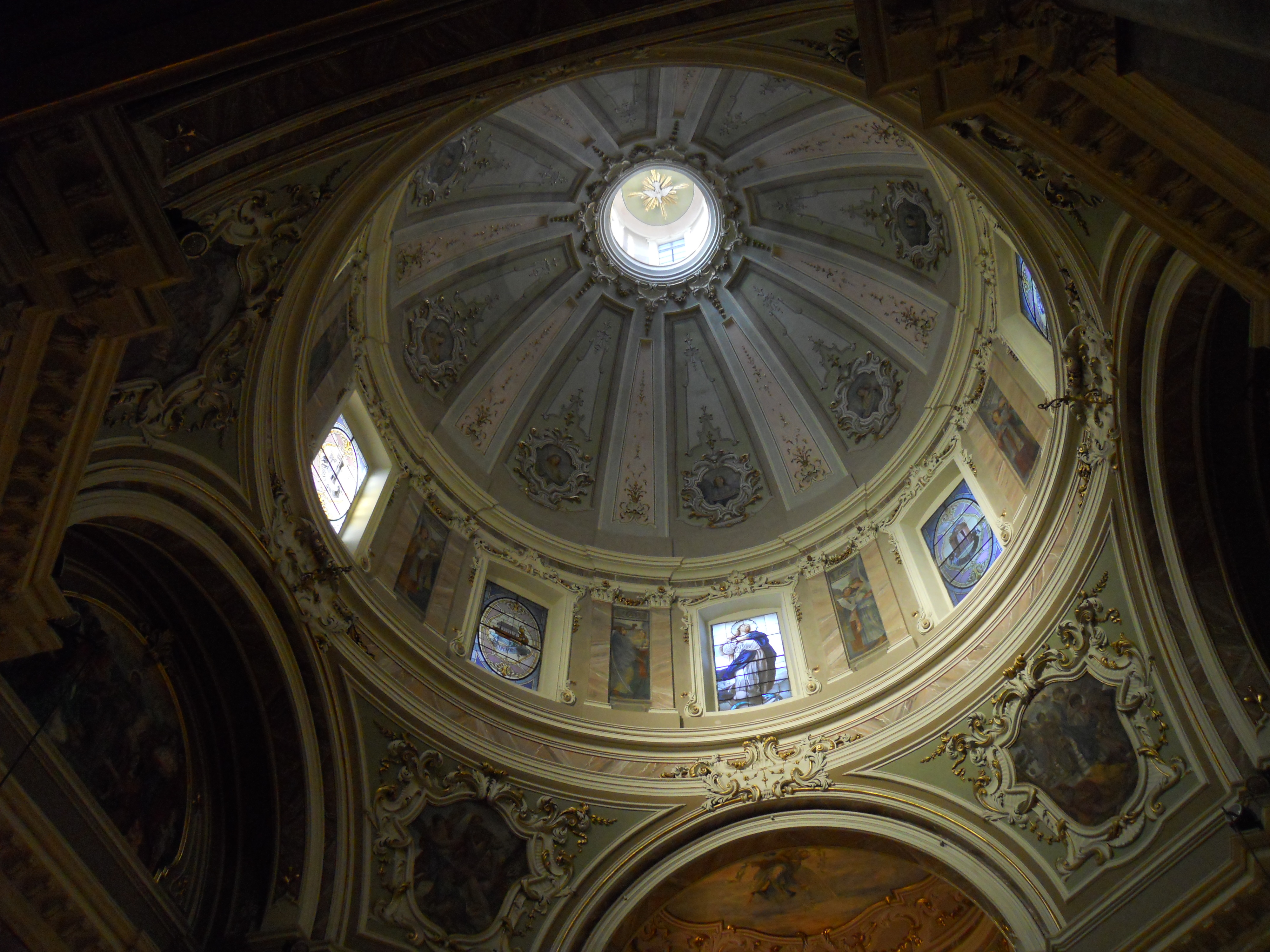
La cupola
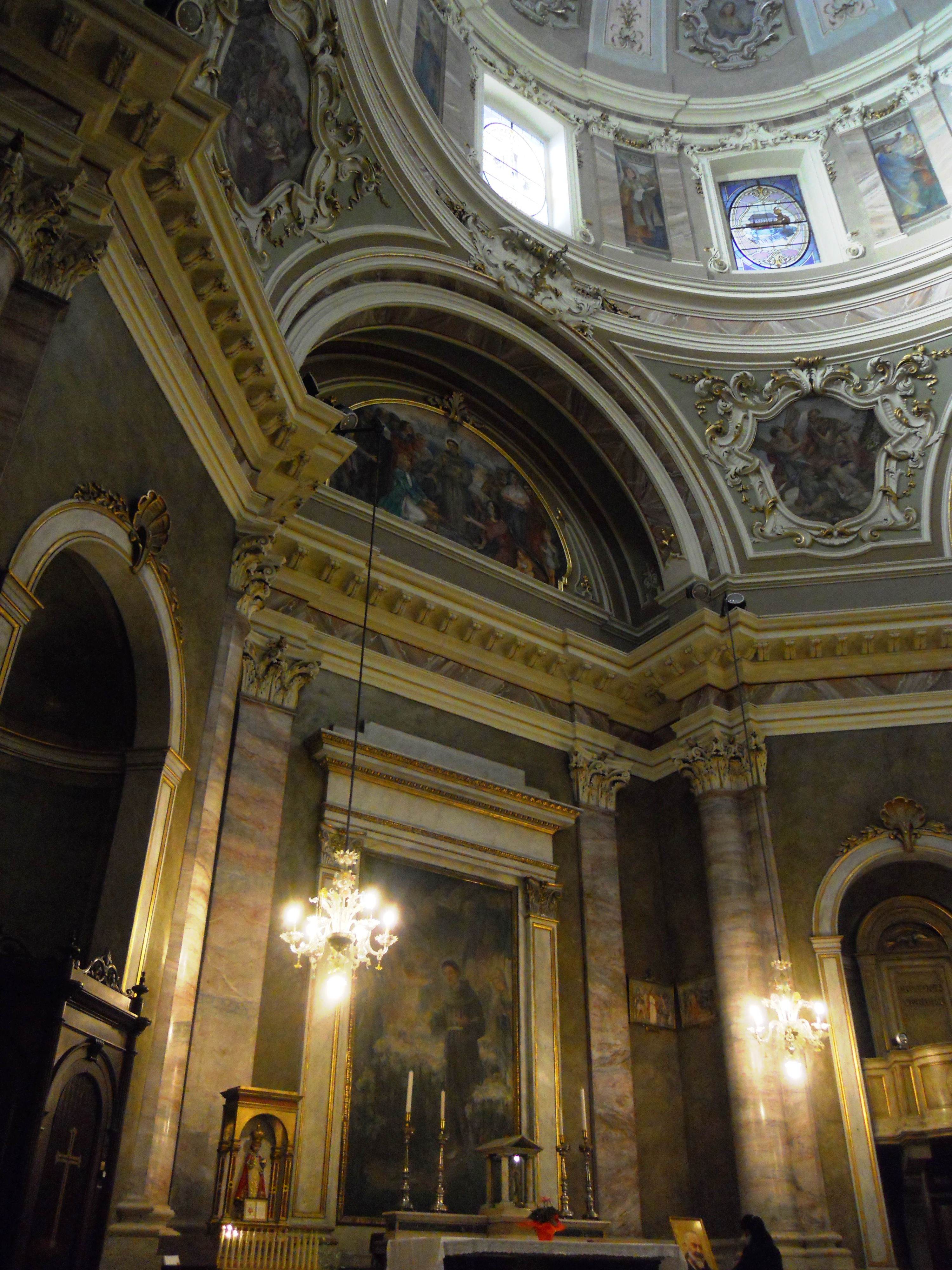
L'interno verso l'altare sinistro
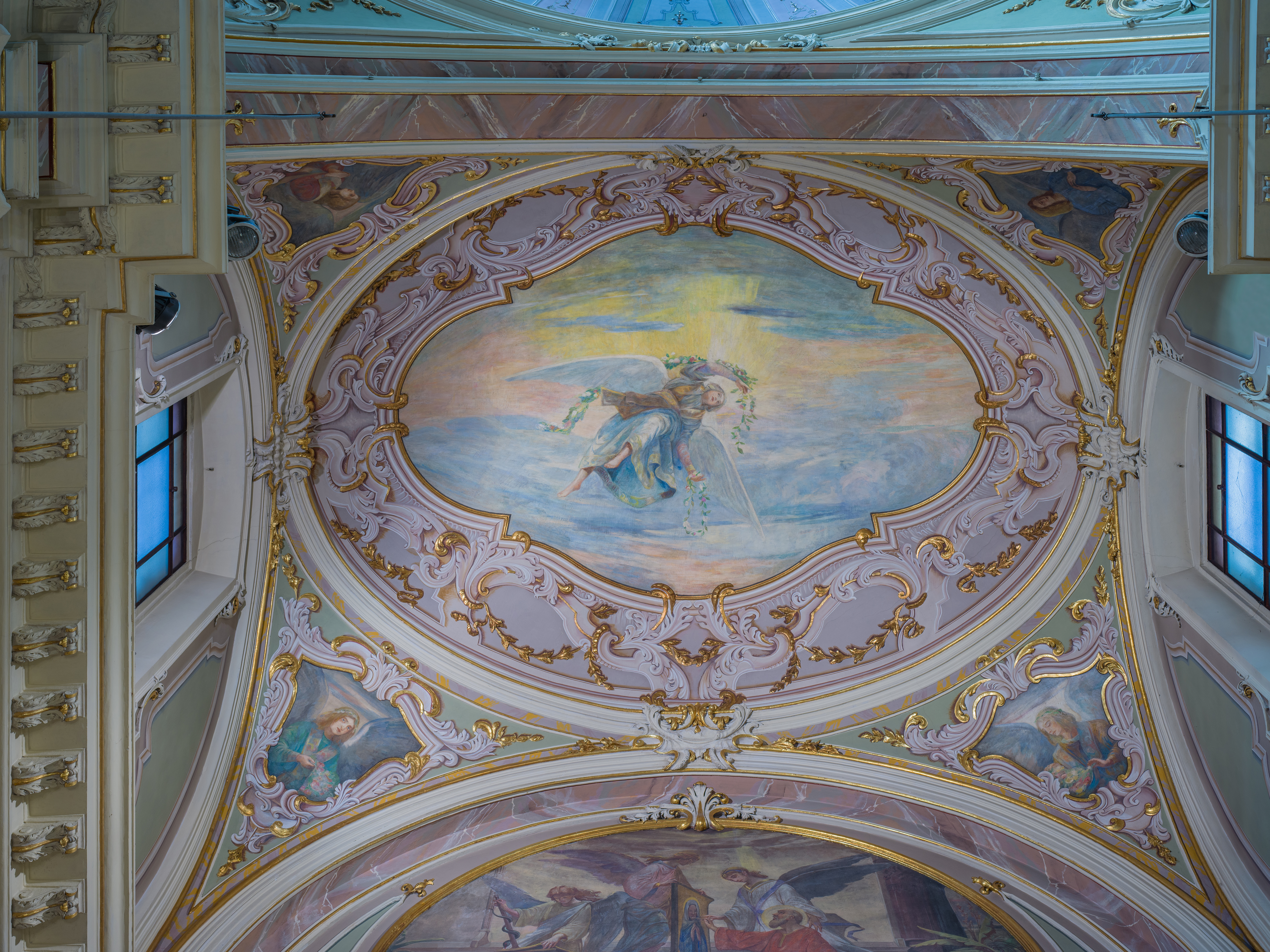
La volta
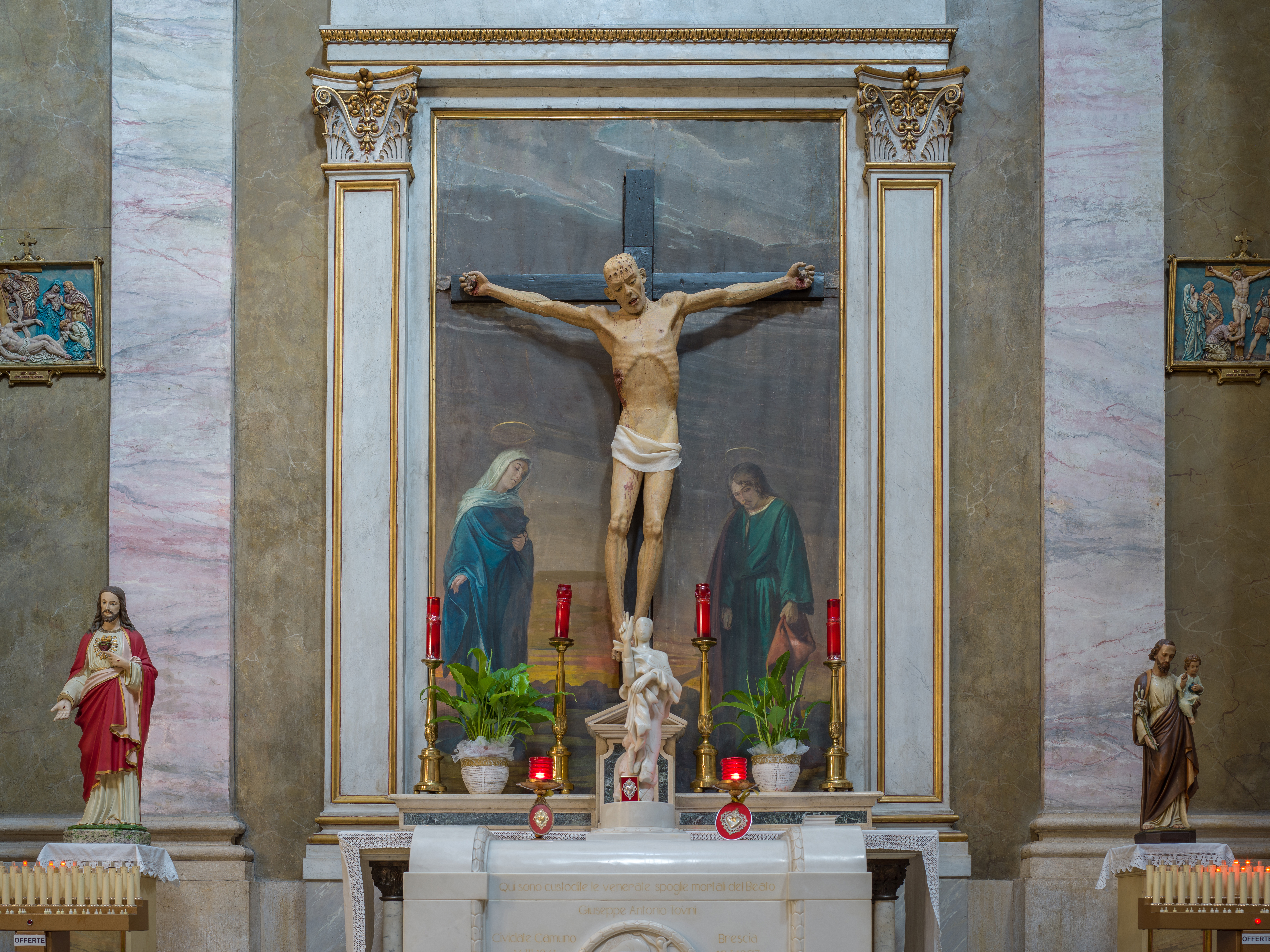
L'altare con il crocifisso del 500